# 維拉 (托馬什皮利區)
48°29′37″N 28°26′39″E / 48.49361°N 28.44417°E
維拉（烏克蘭語：Вила）是位於烏克蘭西南部文尼察州裏圖利欽區的村莊，始建於1600年，面積3.78平方公里，海拔高度230米，2001年該城鎮人口1,049。